# Agrotis tokionis
Agrotis tokionis là một loài bướm đêm trong họ Noctuidae.